# Aníbal Quijano
Aníbal Quijano Obregón (Yanama, Provincia de Yungay, Departamento de Áncash, 17 de noviembre de 1930 - Lima, 31 de mayo de 2018) fue un sociólogo marxista-mariateguista, investigador, catedrático y teórico político peruano.
Fue profesor en la Universidad Nacional Mayor de San Marcos hasta 1995. Desde 1986 fue profesor de la Universidad de Binghamton, en Binghamton, Nueva York, Estados Unidos. En 2010 fundó la cátedra «América Latina y la Colonialidad del Poder», en la Universidad Ricardo Palma, en Lima. Residió en dicha ciudad desde la década de los cuarenta, a excepción de dos períodos en Santiago de Chile: el primero cuando realizó sus estudios de maestría en la Facultad Latinoamericana de Ciencias Sociales (FLACSO), y el segundo entre 1965 y 1971 como investigador de la División de Asuntos Sociales de la Comisión Económica para América Latina (CEPAL), además de un año exiliado en México en 1974, cuando fue profesor en la Universidad Nacional Autónoma de México (UNAM).

## Biografía

### Décadas de 1950-1960. Formación intelectual e inicios en el activismo político.
Aníbal Quijano nació en Yanama, ciudad andina de la Sierra Oriental de Ancash en el Departamento de Áncash, situado al norte de Lima. En 1948 ingresó a Estudios Generales en la Facultad de Ciencias de la Universidad Nacional Mayor de San Marcos (UNMSM), mismo año en que inicia el régimen militar de Manuel Odría, que se extendería hasta 1956. Sus años como estudiante universitario fueron difíciles, a causa de la turbulenta situación política del país y al activismo que practicó paralelamente a sus estudios. Durante su estancia en la UNMSM, la participación en la política estudiantil lo llevó a estar un mes en la cárcel en 1948, pudiendo terminar Estudios Generales solo al año siguiente, cuando ya se había trasladado a la Facultad de Letras. A inicios de 1950, se decide por seguir la carrera de Historia en lugar de la de Literatura; dicha elección resultaría crucial para el curso de su carrera profesional e intelectual. Ese mismo año se decanta por una opción política socialista y revolucionaria, pero es nuevamente encarcelado en noviembre de 1950 y sale a finales del año siguiente. En 1952, la dictadura lo obligó a dejar su empleo como profesor de secundaria, aunque logró terminar el primer año de la carrera de Historia. Durante estos años, volvería a pasar a la clandestinidad en varias ocasiones, siendo encarcelado por períodos breves y sufriendo otros tipos de ataques. Cuenta el propio Quijano:
En este tiempo, la policía me despojó, dos veces en dos años, de todos mis papeles de trabajo, que eran muchos, y de toda la escritura que una desolada vigilia de demasiadas horas durante muchos años, había recogido en demasiados, dispares, campos. En cada vez me sentí como si no hubiera hecho nada, nunca. Y en un momento de ese mismo 1953, eso sí lo recuerdo con precisión, decidí que no volvería escribir. Todo lo que yo podía decir, ya estaba escrito y mejor.
A la par de su formación dentro de las aulas, Aníbal Quijano estudió de forma autónoma la obra de Marx, Lenin, Trotski, y otros autores de índole socialista y revolucionaria. En este punto resulta importante señalar la importancia que tuvo la formación independiente de Quijano en su teoría revolucionaria, puesto que ésta le llevó, por un lado, a distanciarse de las posturas ortodoxas preponderantes en la escena intelectual de aquel entonces — estalinismo, y por el otro, a esforzarse por elaborar un pensamiento propio, original y heterodoxo.
A lo largo de los siguientes años, sus investigaciones privilegiarían la obra de Marx, sin dejar de lado otras lecturas en los más variados campos teóricos y políticos. Trabajó a lo largo de la década del cincuenta en distintos archivos (sobre todo, en los relacionados con la esclavitud en el país) y como profesor de secundaria. Sus testimonios sobre los años cincuenta indican un intenso trabajo intelectual y político, el cual sirvió como preparación para que en la siguiente década produjese textos muy diversos entre sí, pero dotados de una gran rigurosidad y sustentados por numerosas corrientes de pensamiento peruanas, latinoamericanas y mundiales. En estos años inició su enseñanza universitaria en la UNMSM y en la Universidad Nacional Agraria La Molina, ambas en la ciudad de Lima.
Durante la década de los sesenta, Quijano produjo diversos textos, los cuales marcarían el inicio de líneas de estudio posteriores. En 1962 escribió “C. Wright Mills, conciencia crítica de una sociedad de masas”, breve homenaje al entonces recién fallecido sociólogo estadounidense. Entre 1964 y 1967 escribió trece textos, en su mayoría reflexiones extensas sobre teoría sociológica, identidad chola en el Perú,  historia y contexto contemporáneo de la política peruana, movimientos campesinos en América Latina y Perú, y cambios sociales relacionados con la urbanización y el proceso de marginalización en América Latina. Entre 1966 y 1971, viviendo en Chile como investigador de la CEPAL, realizó importantes contribuciones a los debates de la teoría de la dependencia, las cuales parten de la comprensión de que "la totalidad social que concierne a los países latinoamericanos es conformada por el sistema de relaciones de interdependencia formado por los países capitalistas”.

### Década de 1970. El Movimiento Revolucionario Socialista,Sociedad y Política,y la experiencia de la CUAVES.
En 1972, viviendo nuevamente en Lima, Quijano se comprometió con diferentes frentes de lucha contra el gobierno militar. Fundó,  junto a intelectuales, obreros y estudiantes, el Movimiento Revolucionario Socialista (MRS), que aun siendo una organización reducida, logró articularse con núcleos obreros y estudiantiles en diversas regiones del país y, sobre todo, en la Comunidad Urbana Autogestionaria de Villa El Salvador (CUAVES), de Lima. Además, junto a un grupo de intelectuales de la escena crítica peruana, entre ellos Julio Cotler, César Germaná, Felipe Portocarrero y Heraclio Bonilla, crea la revista "Sociedad y Política", de la que Quijano fue director desde el primer número (1972) hasta el último (1983). La revista se declaró marxista, socialista y revolucionaria, sin vinculación a un grupo político específico y abierta a la participación de toda la izquierda revolucionaria peruana.
Los artículos de Quijano, a lo largo de los once años de la revista, privilegiaron, por una parte, los análisis que articulan las políticas concretas del gobierno militar a las necesidades del capitalismo internacional y por otra, el movimiento concreto y las alternativas posibles para las organizaciones obreras, campesinas y populares en el país. También escribió algunos artículos sobre Chile (1972) y Bolivia (1980), a la vez que publicó escritos de pensadores extranjeros, como Francisco Weffort, Rudolf Bahro o Ruy Mauro Marini. Ante su actividad política, la junta militar decide desterrar a Quijano, junto a Julio Cotler, alegando excesos en sus labores críticas en Sociedad y Política N° 4, de septiembre de 1973, en la cual Quijano había escrito “La coyuntura política y las tareas de la clase obrera”. Rodrigo Montoya, sin embargo, propone que la participación activa del MRS en la CUAVES fue un motivo velado, pero de primera importancia, para la deportación.
La Comunidad Urbana Autogestionaria de Villa El Salvador, o CUAVES fue una "experiencia de democracia directa en todos los ámbitos de interés colectivo", por parte de un centenar de miles de personas que invadieron un territorio de Lima en 1971 y obligaron al Estado a aceptar su institucionalidad comunitaria. Y aunque en sus escritos no lo mencione, Quijano tuvo una participación activa en la cristalización de esta experiencia. Uno de los fundadores del MRS, Apolinario Rojas, obrero textil residente en Villa El Salvador, promovió la manutención y expansión de este carácter comunitario, contra lo pretendido por el gobierno militar de transformar Villa el Salvador en un barrio común de Lima. Mediante un debate interno en las asambleas comunitarias, se decidió, en 1973, por la institucionalización de Villa el Salvador como Comunidad Urbana Autogestionaria (CUAVES), con orientación socialista y anticapitalista. Quijano denominó esta experiencia como un ejemplo de “cultura política cotidiana”. Y si bien él no era residente de la CUAVES, tenía un diálogo directo no sólo con Apolinario Rojas, sino con líderes de diferentes tendencias políticas en la Comunidad, por lo cual fue de interés del gobierno militar apartarlo de dicha experiencia.
Debido al destierro impuesto por el gobierno militar, Quijano pasó el año de 1974 como profesor de la Universidad Nacional Autónoma de México (UNAM), regresando al Perú en 1975, el mismo año en que el gobierno de Juan Velasco Alvarado es derrocado por el ala más reaccionaria de la junta militar. Dentro de su labor en el MRS y de la revista Sociedad y Política, Quijano constató por un lado la gravedad de la crisis y la severidad con la que el nuevo gobierno reprimía las movilizaciones de los trabajadores y demás explotados y, por otro, el aumento de las protestas por parte de estos sectores y su mayor aproximación al socialismo y a la crítica al sistema capitalista como un todo. Si se revisa la bibliografía de Quijano de aquella época, llamará la atención que, entre 1975 y 1979, sólo se hayan publicado tres números de Sociedad y Política, y que la producción de artículos firmados por Aníbal Quijano haya disminuido. Ello se debió a que el MRS participó intensamente en las luchas populares y de los trabajadores de esos años. Entre 1976 y 1980, el MRS editó la revista mensual Revolución Socialista, y es muy probable que la dirección de la misma y una parte considerable de sus artículos fueran de Aníbal Quijano, pese al carácter anónimo de los mismos. En 1978, también se editó la revista Sociedad y Política Quincenal, bajo la dirección reconocida de Quijano, aunque sin artículos firmados. La mayor periodicidad de ambas revistas y la brevedad de sus artículos indican la urgencia de la época. Las protestas se intensificaron y en 1977 ocurre el primer paro general en el Perú desde 1919, en cuyo Comité Unificado de Lucha se encontraba el integrante del MRS Apolinario Rojas, como representante del sindicato textil.

### Década de 1980. Derrota de los movimientos sociales. Etapa de revisión y reformulación.
Los efectos de la crisis económica mundial sobre las clases trabajadoras se endurecieron en los años siguientes, y las huelgas y confrontaciones se expandieron en el país. En este contexto, el gobierno militar, las élites y parte de la izquierda concertaron elecciones presidenciales para 1980. Denunciando lo que percibía como una maniobra política destinada a confundir y diluir la fuerza de la lucha proletaria, Quijano escribe “Los usos de la democracia burguesa”, donde buscó evidenciar los elementos demagógicos presentes en ella. Fue en ese momento en el que Quijano, a través de las páginas de las revistas que dirigía, concibe el socialismo como la democracia directa de los trabajadores. Sin embargo, los movimientos obreros se desarticularon ante la precarización del trabajo que ocurrió en aquel entonces. En el Perú, la CUAVES perdió la batalla por su autonomía contra las fuerzas del Estado y de la izquierda burocrática en 1983, el mismo año en que, sin artículos firmados por Quijano, Sociedad y Política lanzaba su último número. Asimismo, el MRS se disolvió en esos años.
Quijano comprendió el fracaso, pero sin asumirlo como definitivo, de tal suerte que la década del ochenta fue de revisión y reformulación teórica. Su movimiento reflexivo privilegió dos amplios e interrelacionados temas: el de la identidad latinoamericana, y el de las formas de agrupamiento social que la crisis propició o a las que dotó de un nuevo sentido sociológico. Los textos que dan cuenta de esta problemática, principalmente “La nueva heterogeneidad estructural en América Latina” y “Poder y Crisis en América Latina”, indagan sobre la “multiinserción” de una población dominada heterogénea, es decir, sobre su participación en diferentes y contradictorios procesos de agrupamiento social, su relación con el Estado y con las formas de agrupamiento clasista. Aun cuando el debate en América Latina era incipiente, se hacen entonces visibles dos temas posteriormente decisivos para la teorización de la colonialidad del poder: a partir de investigaciones en Bolivia, Ecuador y México, Quijano destaca la importancia creciente de la organización alrededor de lo étnico y lo “racial”; y desde investigaciones en Chile y de sus propias reflexiones sobre la CUAVES y otras experiencias peruanas y latinoamericanas, advierte sobre formas de agrupación alrededor de la reciprocidad en el trabajo y de la gestión colectiva de la autoridad.

### 1990 - 2018. La "colonialidad del poder" y la multiplicidad de las luchas sociales.
La década de los noventa en la vida de Quijano, estuvo marcada por la formulación de la Teoría de la Colonialidad del Poder, pero también por la dictadura fujimorista que, en medio de lo que él denominó “turbio y sangriento intercambio terrorista entre el Estado y la agrupación maoísta Sendero Luminoso”, impone el neoliberalismo en el Perú sin oposición organizada. Quijano manifiesta su oposición al régimen y, al ser invadida la Universidad Nacional Mayor de San Marcos por las Fuerzas Armadas, presenta como protesta su dimisión en 1995.

A inicios de dicha década, Quijano advirtió que la situación originada después de la caída del muro de Berlín y la desaparición de la Unión Soviética, ofrecía un panorama sumamente adverso para los movimientos sociales. Haciendo un análisis retrospectivo, observó que las razones de la aplastante victoria del capitalismo podía rastrearse desde el inicio de la crisis en 1974. Señaló que la amplitud, diversidad y radicalidad creciente de los movimientos sociales alrededor del mundo, que ocurrieron durante las décadas finales del siglo XX, contenían reivindicaciones por lo que él definía como "la autorreproducción democrática de la sociedad", las cuales amenazaban tanto al capitalismo como a las burocracias controladoras de los Estados del llamado “socialismo realmente existente”, lo que generó por parte de ambas fuerzas un amplio y conjunto esfuerzo contrarrevolucionario. Asimismo, los gobiernos socialistas no alineados a Moscú en África, Bolivia o Chile fueron sustituidos por regímenes dictatoriales, subsidiados por las potencias de la Guerra Fría. Finalmente, entre los setenta y los ochenta, el neoliberalismo se expandió por todo el globo sobre los remanentes de los movimientos obreros, debilitados por la creciente “marginalización” o “desempleo estructural”, derivado de la pérdida de importancia de la mano de obra para el capitalismo financiero. Todos estos factores habían conducido en los años noventa, a la derrota de las movilizaciones populares de la segunda mitad del siglo XX. Pero, ante tal situación, Quijano apostó por las nuevas luchas que en aquel momento apenas se delineaban:
El fin de esa Historia no ocurrirá quieta, ni pacíficamente. Nunca ocurrió así el fin de ninguna Historia. Pagaremos todos, todas sus consecuencias. Pero no todo está dicho, ni decidido, sobre la suerte que correrán, que correremos, sus víctimas. Porque, pese a Hegel y a Fukuyama, no existe ninguna entidad suprahistórica que pre-decida nuestro destino. Y en tabla alguna está escrito que seremos siempre derrotados. Es, por el contrario, el momento de romper con las rejas del eurocentrismo y de preparar la otra Historia, la que resultará de las grandes luchas que ya están a la vista. ¡Esa nueva Historia puede ser nuestra Historia!
La emergencia del “movimiento indígena” en los países andinos y mesoamericanos durante la década del 2000, fue para Quijano unos de los signos mayores de la crisis de la colonialidad del poder. En este escenario, vislumbró que la institución “comunidad indígena”, de origen colonial, en cuyo ámbito los pueblos autóctonos pudieron históricamente defender una importante autonomía, se vuelve un espacio de "reidentificación". Dicho espacio, además, alberga tradiciones de prácticas democráticas y de reciprocidad en el trabajo, confluyentes con las prácticas de muchos otros pueblos explotados en el período contemporáneo, pero quizás con un grado mayor de institucionalización social y una mayor capacidad presente y futura de cohesión social.

Quijano sustentó que, a lo largo de todo el siglo XX, hubo un desencuentro “entre el imaginario histórico-crítico y la experiencia histórica concreta”. El primero fue dominado por la versión más eurocéntrica de la herencia de Marx: el “materialismo histórico”, y se dirigió al control del Estado-nación, en oposición a las experiencias históricas que a partir de la década del sesenta demandaron la "autorreproducción democrática de la sociedad". Según él, la violenta y exitosa contrarrevolución impidió que estos movimientos establecieran un firme imaginario alternativo. Sin embargo, sus investigaciones y su cercanía política a los movimientos indígenas le permitirían decir en el texto “¿Bien Vivir?: entre el ‘desarrollo’ y la des /colonialidad del poder”:
 [...] no obstante la derrota de los movimientos antiautoritarios y antiburocráticos, y de la subsecuente imposición de la “globalización” del nuevo Capitalismo Colonial Global, la simiente de un horizonte histórico nuevo pudo sobrevivir entre la nueva heterogeneidad histórico / estructural del imaginario mundial, y germina ahora como uno de los signos mayores de la propuesta de Bien Vivir.
Por ello, Quijano pudo decir en 2009, a partir de la confluencia de las preocupaciones de los pueblos indígenas y de la comunidad científica e intelectual respecto a la situación mundial:
[...] el movimiento de los más dominados de este mundo, los que si venden sus medios de subsistencia no podrían existir, y al mismo tiempo aquellos que nos dan cuenta de que si eso se termina, nadie de nosotros podríamos vivir; entonces por fin emerge otro horizonte de sentido histórico que ya está aquí, que ya está comenzando; porque no es sólo el discurso, no son sólo asambleas, están reorganizando sus comunidades, están asociando sus comunidades, están generando otra forma de autoridad política en el mundo que va a tener que competir y conflictuar con el Estado mientras el Estado aún esté allí. Estamos con otro elemento nuevo. Esto no es sólo una utopía, eso está comenzando; estamos comenzando a convivir con el futuro. Podemos ser derrotados, incluso el mundo puede terminarse; pero no tiene vuelta atrás.

## Pensamiento
Desde que dio inicio a su producción intelectual en los años sesenta, Aníbal Quijano ha abordado diversos temas de estudio relativos a la realidad social e histórica latinoamericana. Elaboró gran variedad de escritos, donde han destacado como elementos comunes el análisis profundo de la realidad latinoamericana —y sobre todo la peruana— sin caer en la ortodoxia teórica; la crítica constante a las relaciones de explotación económica, social y cultural del capitalismo, y una preocupación ética por la verdadera democratización de las sociedades latinoamericanas. Ramón Pajuelo[cita requerida] identifica tres etapas o momentos "temático-cronológicos" principales en la trayectoria intelectual de su pensamiento. En el primero, están los intensos debates sobre la teoría de la dependencia, a lo largo de los años 60 y 70, durante los cuales hizo parte de la pléyade de intelectuales latinoamericanos fundadores de dicha teoría. Un segundo momento cubre de manera especial los temas de identidad, modernidad, Estado y democracia, sobre todo durante los años 80. El tercero inicia en la década de los 90, prolongándose hasta el presente, y comprende sus reflexiones sobre eurocentrismo, colonialidad, nación y globalización.
De estos estudios, la formulación de la Teoría de la "Colonialidad del Poder" (TCP, en adelante) en la década de 1990, es sin duda alguna la mayor contribución de índole teórica por parte de Quijano para las ciencias sociales y el pensamiento crítico latinoamericano. Dentro de la propia historia intelectual del autor, la TCP significó un viraje fundamental, ya que en ella se reorganizan y radicalizan elementos presentes previamente en sus escritos anteriores, otorgándoles un sentido y una potencialidad teórica completamente nuevas. De acuerdo con Rita Laura Segato[cita requerida], la TCP representa un punto de quiebre dentro de las ciencias sociales, pues sus postulados ofrecen una nueva manera de concebir e interpretar la historia, no solo a nivel latinoamericano, sino mundial, ejerciendo una creciente influencia entre destacados intelectuales críticos de la realidad contemporánea, tales como Immanuel Wallerstein, Enrique Dussel, Antonio Negri y Boaventura de Sousa Santos; siendo Walter Mignolo uno de sus principales divulgadores dentro del universo académico. Segato ubica la formulación de la TCP dentro del contexto de cambio epocal en la historia política de finales del siglo XX, marcado por la caída del muro de Berlín y el fin de la Guerra Fría, puesto que, a la par que eran desmontados los sistemas políticos producidos por el "socialismo realmente existente", también se desmontaba el paradigma setentista de las ciencias sociales, enclaustrado en la pugna capitalismo-comunismo.

### Trayectoria intelectual e influencias
De acuerdo con César Germaná[cita requerida], la perspectiva de Aníbal Quijano continúa, en aspectos significativos, la investigación de José Carlos Mariátegui sobre la sociedad peruana y su transformación. Tiene como preocupación la elaboración de nuevos conceptos que le permitan dar cuenta de la específica realidad histórico-social latinoamericana, a partir de un cuestionamiento de la perspectiva epistemológica eurocéntrica, es decir, del enfoque cuya característica principal es una concepción dualista y evolucionista de la realidad social. De allí su debate permanente con las dos versiones competitivas del racionalismo reduccionista eurocéntrico: la teoría de la modernización del estructural-funcionalismo, y el materialismo histórico del marxismo-leninismo.
Frente a estos enfoques, a partir de los cuales América Latina es vista como si se tratara de Europa, Aníbal Quijano se sitúa en una perspectiva de conocimiento radicalmente diferente. Su punto de vista se caracteriza por el cuestionamiento de la manera eurocéntrica de conocer la vida social, y está centrado en las categorías de heterogeneidad estructural y dependencia. Para Quijano, la noción de heterogeneidad estructural fue propuesta, después de la Segunda Guerra Mundial, “para dar cuenta del modo característico de constitución de nuestra sociedad, una combinación y contraposición de patrones estructurales cuyos orígenes y naturaleza eran muy diversos entre sí”. Así, la sociedad es considerada como una totalidad histórica, en la medida en que está constituida por diversos órdenes de fenómenos imbricados mutuamente, pero no de manera homogénea, sino en forma conflictiva y contradictoria, constituyendo una estructura de poder social. Por esta razón, al concepto de heterogeneidad estructural se le incorporó el de dependencia, idea que ya no es pensada como la subordinación de un país respecto de otro, como lo proponía una corriente de pensamiento nacional-desarrollista, sino que alude a “una estructura de poder que consiste en una asociación de explotación y de dominación entre los dominantes de orden internacional con los del orden interno de un ‘país’ o de una ‘nación’, con todo lo que ello implicaba para todos los ámbitos de la existencia social”.

En el recuento de esta trayectoria de la construcción de una “epistemología otra”, es importante examinar el análisis que realiza Aníbal Quijano sobre la obra de José Carlos Mariátegui. Considera que Mariátegui se caracteriza por una “vigorosa autonomía intelectual” que le permite superar las “opciones eurocéntricas de investigación y revolución de la sociedad”(15). E identifica esa singularidad en:
[...] el empleo de las categorías elaboradas en la versión eurocéntrica de la racionalidad moderna, pero redefinidas por su inserción dentro de una perspectiva de conocimiento radicalmente distinta de la que dominaba entonces, entre los marxistas europeos y, sobre todo, en el estalinismo internacional.
En este sentido, Quijano ve en la obra de Mariátegui el proyecto de construcción de una perspectiva epistemológica que se desarrolla en oposición al eurocentrismo y que desemboca en una racionalidad alternativa a la dominante, cuyo núcleo básico gira en torno a la identificación de la especificidad de la sociedad peruana como la articulación de elementos históricos estructuralmente heterogéneos y que, por lo tanto, no están trabados de manera sistemática ni orgánica sino conflictiva. La exploración de los problemas vinculados con la delimitación de una racionalidad alternativa encaminará a Aníbal Quijano a debatir las cuestiones implicadas en la noción de modernidad. Este concepto es considerado por Quijano como el vasto conjunto de cambios que se dieron en la totalidad del mundo bajo la hegemonía europea, a partir del siglo XVI, y que significó la creciente racionalización de la existencia social, en el sentido de lo que Max Weber denominaba racionalidad formal o Max Horkheimer racionalidad instrumental. Esto es, se trata de formas de relaciones sociales donde la acción está guiada por el cálculo de los medios, siendo racional la conducta exitosa: aquella que ha utilizado los medios más adecuados para alcanzar un determinado fin. Esta forma de racionalidad, según Quijano, se impuso en la “razón burguesa” frente a la “racionalidad histórica” que implicaba “una promesa de existencia social racional, en tanto que promesa de libertad, de equidad, de solidaridad, de mejoramiento continuo de las condiciones materiales de esa existencia social, no de cualquier otra”. Precisamente, observa que en América Latina se dan las condiciones para que esa racionalidad histórica se encuentre con la racionalidad que surgió en el mundo precolonial.

La racionalidad alternativa a la de la modernidad eurocéntrica es posible en la medida en que existen elementos de la herencia cultural de pueblos que “pueden ser reconocidos, que comienzan a ser reconocidos, como portadores de un sentido histórico opuesto al imperio de la razón instrumental y a un culturalismo oscurantista”. Así, por ejemplo, en la tradición andina aparece una propuesta alternativa de racionalidad donde la realidad es considerada como una totalidad que engloba lo mágico.
La racionalidad, aquí [señala Quijano], no es un desencantamiento del mundo, sino la inteligibilidad de su totalidad. Lo real no es racional sino en tanto no excluya su magia. Rulfo y Arguedas, en las sedes privilegiadas de la herencia de la racionalidad original de América Latina, lo narraron.
De esta manera, América Latina aparece como “el espacio privilegiado que ha dado origen a una racionalidad histórica donde confluyen las conquistas racionales de todas las culturas”. En el examen de la modernidad, Aníbal Quijano señala que su producción “tiene una relación directa y entrañable con la constitución histórica de América Latina”. El desarrollo de esta cuestión lo llevará a explorar y debatir una amplia problemática en torno a lo que ha llamado colonialidad del poder.

### La Teoría de la "Colonialidad del poder"
El concepto de “colonialidad del poder” se refiere a un patrón de poder global surgido con el descubrimiento y posterior dominio europeo de América, caracterizado por el establecimiento del sistema de dominación colonial y del mercado mundial capitalista, ambos controlados por las potencias europeas.
La colonialidad del poder se constituye por dos ejes centrales, uno de los cuales es la idea de “raza”, como el fundamento de todo un nuevo sistema de dominación social; y el otro eje es la articulación de todos los “modos de producción” en una única estructura de producción de mercaderías para el mercado mundial: el capitalismo. Como parte fundamental del fenómeno de “eurocentramiento” del patrón del poder colonial, aparece el concepto de “eurocentrismo”, el cual es un modo de producción y control de relaciones intersubjetivas (el imaginario social, la memoria histórica, y la generación de conocimiento) dependientes tanto de las exigencias del capitalismo como de la necesidad de los colonizadores de perpetuar y naturalizar su dominación. 
El rasgo más potente del eurocentrismo es la imposición de un enfoque distorsionado sobre los dominados que les obliga a verse con los ojos del dominador, lo cual bloquea y encubre la perspectiva histórica y cultural autónoma de los dominados bajo el patrón de poder vigente. En el caso de la América Latina, la formación de los Estados-Nación y de las identidades nacionales fue de carácter colonial, ya que permaneció el modelo de clasificación racial entre los “blancos” y los demás grupos (“indios, “negros”, mestizos, etc.), a la vez que la previa supeditación de las relaciones sociales al colonialismo, subordinó la producción de subjetividades de las poblaciones dominadas a la imitación de los modelos culturales europeos.

#### La idea de Raza
De acuerdo con Quijano, la idea de raza como primera categoría social de la modernidad ha desempeñado un papel central dentro de las nuevas identidades geoculturales globales que se constituyeron con el colonialismo hispánico a principios del siglo XVI, articulándose posteriormente con otras formas de clasificación social basadas en las ideas de clase y de género/sexualidad.
Con la formación de América se establece una categoría mental nueva, la idea de raza. Desde el inicio de la conquista, los vencedores inician una discusión históricamente fundamental para las posteriores relaciones entre las gentes de este mundo, y en especial entre europeos y no-europeos, sobre si los aborígenes de América tienen alma o no; en definitiva, si tenían o no naturaleza humana. La pronta conclusión decretada desde el Papado fue que son humanos. Pero desde entonces, en las relaciones intersubjetivas y en las prácticas sociales del poder, quedó formada, de un parte, la idea de que los no-europeos tienen una estructura biológica no solamente diferente de la de los europeos sino, sobre todo, perteneciente a un tipo o a un nivel inferior. De otra parte, fraguó la idea de que las diferentes culturas están asociadas a tales desigualdades biológicas y que no son, por lo tanto, producto de la historia de las relaciones entre las gentes y de éstas con el resto del universo (como la cosmovisión de una cultura). Estas ideas han configurado profunda y duraderamente todo un complejo cultural, una matriz de ideas, de imágenes, de valores, de actitudes y de prácticas sociales, que no cesa de estar implicado en las relaciones entre las gentes, inclusive cuando las relaciones políticas coloniales ya han sido canceladas. Ese complejo es lo que conocemos como racismo.
En el patrón de poder de la colonialidad, la idea de raza y el complejo ideológico del racismo impregnan todos y cada uno de los ámbitos de existencia social y constituyen la más profunda y eficaz forma de dominación social, material e intersubjetiva. Es por ello que la posición subalterna de los pueblos sometidos por este específico e histórico patrón de dominación será vista no como el resultado de un conflicto de poder sino como la derivación lógica de una inferioridad esencial en su naturaleza.

#### La articulación de los modos de producción: el Capitalismo
El segundo eje de la colonialidad, como actual patrón de poder, está compuesto por un sistema de relaciones sociales materiales que se gestó en el mismo movimiento histórico de producción y de control de subjetividades que da origen a los ejercicios clasificatorios descritos en el primer eje. En este sentido, con la conquista de América, comienza a gestarse paralelamente un nuevo sistema de control del trabajo, que consiste en la articulación de todas las formas conocidas de explotación en una única estructura de producción de mercancías para el mercado mundial, alrededor de la hegemonía del capital. La categoría analítica de “capitalismo” se refiere precisamente al conjunto formado por dicha articulación estructural. El capitalismo se desarrolló desintegrando a todos los antiguos patrones de control del trabajo, absorbiendo y redefiniendo todos los fragmentos estructurales anteriores que le fueran útiles. Aunque este eje del actual patrón de poder se manifiesta globalmente desde sus comienzos, no ha existido nunca de modo histórico homogéneo. Por el contrario, debido a su propio carácter, el capitalismo articula (además de diferentes formas de explotación) múltiples contextos histórico y estructuralmente heterogéneos, configurando con todos ellos un único orden mundial encarnado en el actual patrón global del control del trabajo.
En el proceso de constitución histórica de América, todas las formas de control y de explotación del trabajo y de control de la producción-apropiación-distribución de productos, fueron articuladas alrededor de la relación capital salario y del mercado mundial. Quedaron incluidas, la esclavitud, la servidumbre, la pequeña producción mercantil, la reciprocidad y el salario. En tal ensamblaje, cada una de dichas formas de control del trabajo no era una mera extensión de sus antecedentes históricos. Todas eran histórica y sociológicamente nuevas. En primer lugar, porque fueron deliberadamente establecidas y organizadas para producir mercaderías para el mercado mundial. En segundo lugar, porque no existían sólo de manera simultánea en el mismo espacio/tiempo, sino todas y cada una articuladas al capital y a su mercado, y por ese medio entre sí. Configuraron así, un nuevo patrón global de control del trabajo, a su vez un elemento fundamental de un nuevo patrón de poder, del cual eran conjunta e individualmente dependientes histórico-estructuralmente. Esto es, no solo por su lugar y función como partes subordinadas de una totalidad, sino porque sin perder sus respectivas características específicas y sin perjuicio de las discontinuidades de sus relaciones con el orden conjunto y entre ellas mismas, su movimiento histórico dependía en adelante de su pertenencia al patrón global de poder. En tercer lugar, y como consecuencia, para colmar las nuevas funciones cada una de ellas desarrolló nuevos rasgos y nuevas configuraciones histórico-estructurales.
Sobre la configuración de estos dos ejes, por un lado, la producción de nuevas identidades geoculturales (indios, negros, blancos, y en otro sentido, América, Europa, Occidente, Oriente, etc.) y por otra parte, el control del trabajo a través del surgimiento de nuevas relaciones sociales materiales de producción, se conforma la colonialidad como patrón de poder global. Aunque posee un carácter global, la colonialidad del poder se ha gestado en los diferentes espacios y tiempos planetarios de forma específica y heterogénea, sufriendo además constantes transformaciones históricas pero no por eso dejando de existir como fundamento de las relaciones de dominación, explotación y conflicto.

#### El control de la intersubjetividad: el Eurocentrismo
De la misma forma, dentro de los ejes de la colonialidad del poder, los modos de producción y de control de la subjetividad adquieren un carácter específico supeditado a este patrón de poder. La subjetividad es desglosada por Aníbal Quijano en tres elementos fundamentales: el imaginario social, la memoria histórica y las perspectivas de conocimiento. Dentro del patrón de poder de la colonialidad estos tres elementos se expresan en el “eurocentrismo”.  Así denomina Quijano el modo de producción y de control de las relaciones intersubjetivas, que fue elaborado y sistematizado a mediados del siglo XVII en Europa, como parte del eurocentramiento del patrón de poder moderno/colonial. Así, el eurocentrismo está caracterizado por un imaginario social, una memoria histórica y una perspectiva de conocimiento, dependientes tanto de las exigencias del capitalismo como de la necesidad de los colonizadores de perpetuar y naturalizar su dominación. Esto ha incluido históricamente la apropiación de los logros intelectuales e incluso tecnológicos de los colonizados. No obstante, el rasgo más potente del eurocentrismo ha sido un modo de imponer sobre los dominados un espejo distorsionante que les obligará, en adelante, a verse con los ojos del dominador, bloqueando y encubriendo la perspectiva histórica y cultural autónoma de los dominados bajo el patrón de poder actual:
El eurocentrismo, por lo tanto, no es la perspectiva cognitiva de los europeos exclusivamente, o sólo de los dominantes del capitalismo mundial, sino del conjunto de los educados bajo su hegemonía. Se trata de la perspectiva cognitiva producida en el largo tiempo del conjunto del mundo eurocentrado del capitalismo colonial/moderno, y que naturaliza la experiencia de las gentes en este patrón de poder. Desde el siglo XVIII, sobre todo con el Iluminismo, en el eurocentrismo se fue afirmando la mitológica idea de que Europa era preexistente a ese patrón de poder; que ya era antes un centro mundial del capitalismo que colonizó al resto del mundo y elaboró por su cuenta y desde dentro la modernidad y la racionalidad. En este orden de ideas, Europa y los europeos eran el momento y el nivel más avanzado en el camino lineal, unidireccional y continuo de la especie. Se consolidó así, junto con esta idea, otro de los núcleos principales de la modernidad/colonialidad: Una concepción de la humanidad, según la cual la población del mundo se diferencia en inferiores y superiores, irracionales y racionales, primitivos y civilizados, tradicionales y modernos.
De esta manera, al hablar de colonialidad se está denotando el patrón de poder global del sistema-mundo moderno/capitalista originado con la conquista de América, por parte del colonialismo europeo del siglo XVI (principalmente español y portugués), continuado bajo la hegemonía francesa y holandesa durante el siglo XVIII, prolongado con el imperialismo inglés en el siglo XIX, y extendido con el dominio del imperialismo norteamericano desde principios del siglo XX hasta hoy en día, a través de una larga lista de transformaciones y transmutaciones de las dimensiones subjetivas (clasificaciones sociales) y materiales (formas de control del trabajo) de este patrón. Por ende, es posible hablar de una matriz colonial del poder, en tanto que sistema ordenador y acumulativo de las relaciones sociales y de la disposición del poder, en la trama de relaciones sociales que constituye la historia de América Latina. Con la independencia latinoamericana a principios del siglo XIX, se inicia un proceso de descolonización pero no de descolonialidad. Es decir, los nuevos estados-nacionales latinoamericanos logran independizarse de las potencias hegemónicas, pero la colonialidad y sus efectos fundamentales siguen operando en el interior de los distintos países, produciéndose, con el tiempo, diferentes estructuraciones sociales; todas, no obstante, articuladas bajo el manto de la diferencia colonial y del control del trabajo por medio del capitalismo.